# (10005) Чернега
Чернега — типичный астероид главного пояса был открыт 29 октября 1975 года в Крымской астрофизической обсерватории. Назван в честь Н. А. Чернега, специалиста по астрометрии и составителю каталогов высокоточных звездных координат, в 1961-1988 годах возглавлявшего астрометрическую кафедру Астрономической обсерватории Киевского университета.

## Наблюдения
Всего этот астероид наблюдали 2073 раза в 40 обсерваториях по данным на 27.01.2021

## Расстояние до планет Солнечной Системы
| Название | Расстояние в а. е. |
| -------- | ------------------ |
| Меркурий | 1.44643            |
| Венера   | 1.11072            |
| Земля    | 0.82993            |
| Марс     | 0.45497            |
| Юпитер   | 2.571              |
| Сатурн   | 6.46765            |
| Уран     | 15.5158            |
| Нептун   | 27.6721            |

## Возможность миссии
| Название РН    | На орбиту | С посадкой |
| -------------- | --------- | ---------- |
| SLS            | 38 т      | 9960 кг    |
| Falcon Heavy   | 7 т       | 1550 кг    |
| Delta IV Heavy | 7 т       | 1675 кг    |
| Atlas V        | 3 т       | 725 кг     |